# Chavagnes-en-Paillers
Ne doit pas être confondu avec Chavagnes.
Chavagnes-en-Paillers est une commune française située dans le département de la Vendée en région Pays de la Loire. Ses habitants sont appelés les Chavagnais et les Chavagnaises.

## Géographie
Le territoire municipal de Chavagnes-en-Paillers s’étend sur 4 038 hectares. L’altitude moyenne de la commune est de 71 mètres, avec des niveaux fluctuant entre 36 et 92 mètres,.
Chavagnes-en-Paillers est traversée par la Petite Maine, au cœur du Bocage vendéen, dans le nord-est du département. Les grandes villes environnantes sont : La Roche-sur-Yon (34 km), Cholet (39 km), Nantes (48 km), La Rochelle (107 km) et Niort (107 km). La côte vendéenne est à 64 km (Saint-Gilles-Croix-de-Vie). L’aéroport Nantes Atlantique est à 51 km. Chavagnes-en-Paillers est facilement accessible grâce au réseau routier RN 137, A83, A87 et aux axes ferroviaires Nantes-La Rochelle et Paris-Les Sables-d’Olonne.
|              | Saint-Georges-de-Montaigu (Montaigu-Vendée) | La Boissière-de-Montaigu Bazoges-en-Paillers |
| Les Brouzils | Chavagnes-en-Paillers                       |                                              |
|              | La Rabatelière Chauché                      | Saint-André-Goule-d'Oie Saint-Fulgent        |

### Climat
Pour des articles plus généraux, voir Climat des Pays de la Loire et Climat de la Vendée.
En 2010, le climat de la commune est de type climat océanique franc, selon une étude du CNRS s'appuyant sur une série de données couvrant la période 1971-2000. En 2020, Météo-France publie une typologie des climats de la France métropolitaine dans laquelle la commune est exposée à un climat océanique et est dans la région climatique  Bretagne orientale et méridionale, Pays nantais, Vendée, caractérisée par une faible pluviométrie en été et une bonne insolation.
Pour la période 1971-2000, la température annuelle moyenne est de 11,8 °C, avec une amplitude thermique annuelle de 14,1 °C. Le cumul annuel moyen de précipitations est de 806 mm, avec 12,7 jours de précipitations en janvier et 6,3 jours en juillet. Pour la période 1991-2020, la température moyenne annuelle observée sur la station météorologique de Météo-France la plus proche, « St-Fulgent_sapc », sur la commune de Saint-Fulgent à 7 km à vol d'oiseau, est de 12,6 °C et le cumul annuel moyen de précipitations est de 815,9 mm,. Pour l'avenir, les paramètres climatiques de la commune estimés pour 2050 selon différents scénarios d'émission de gaz à effet de serre sont consultables sur un site dédié publié par Météo-France en novembre 2022.

## Urbanisme

### Typologie
Au 1er janvier 2024, Chavagnes-en-Paillers est catégorisée bourg rural, selon la nouvelle grille communale de densité à sept niveaux définie par l'Insee en 2022.
Elle appartient à l'unité urbaine de Chavagnes-en-Paillers, une unité urbaine monocommunale constituant une ville isolée,. Par ailleurs la commune fait partie de l'aire d'attraction de Montaigu-Vendée, dont elle est une commune de la couronne,. Cette aire, qui regroupe 8 communes, est catégorisée dans les aires de moins de 50 000 habitants,.

### Occupation des sols
L'occupation des sols de la commune, telle qu'elle ressort de la base de données européenne d’occupation biophysique des sols Corine Land Cover (CLC), est marquée par l'importance des territoires agricoles (94,4 % en 2018), en diminution par rapport à 1990 (96,8 %). La répartition détaillée en 2018 est la suivante : 
terres arables (56,2 %), zones agricoles hétérogènes (23,7 %), prairies (14,5 %), zones urbanisées (4,1 %), eaux continentales (0,9 %), zones industrielles ou commerciales et réseaux de communication (0,7 %). L'évolution de l’occupation des sols de la commune et de ses infrastructures peut être observée sur les différentes représentations cartographiques du territoire : la carte de Cassini (XVIIIe siècle), la carte d'état-major (1820-1866) et les cartes ou photos aériennes de l'IGN pour la période actuelle (1950 à aujourd'hui).

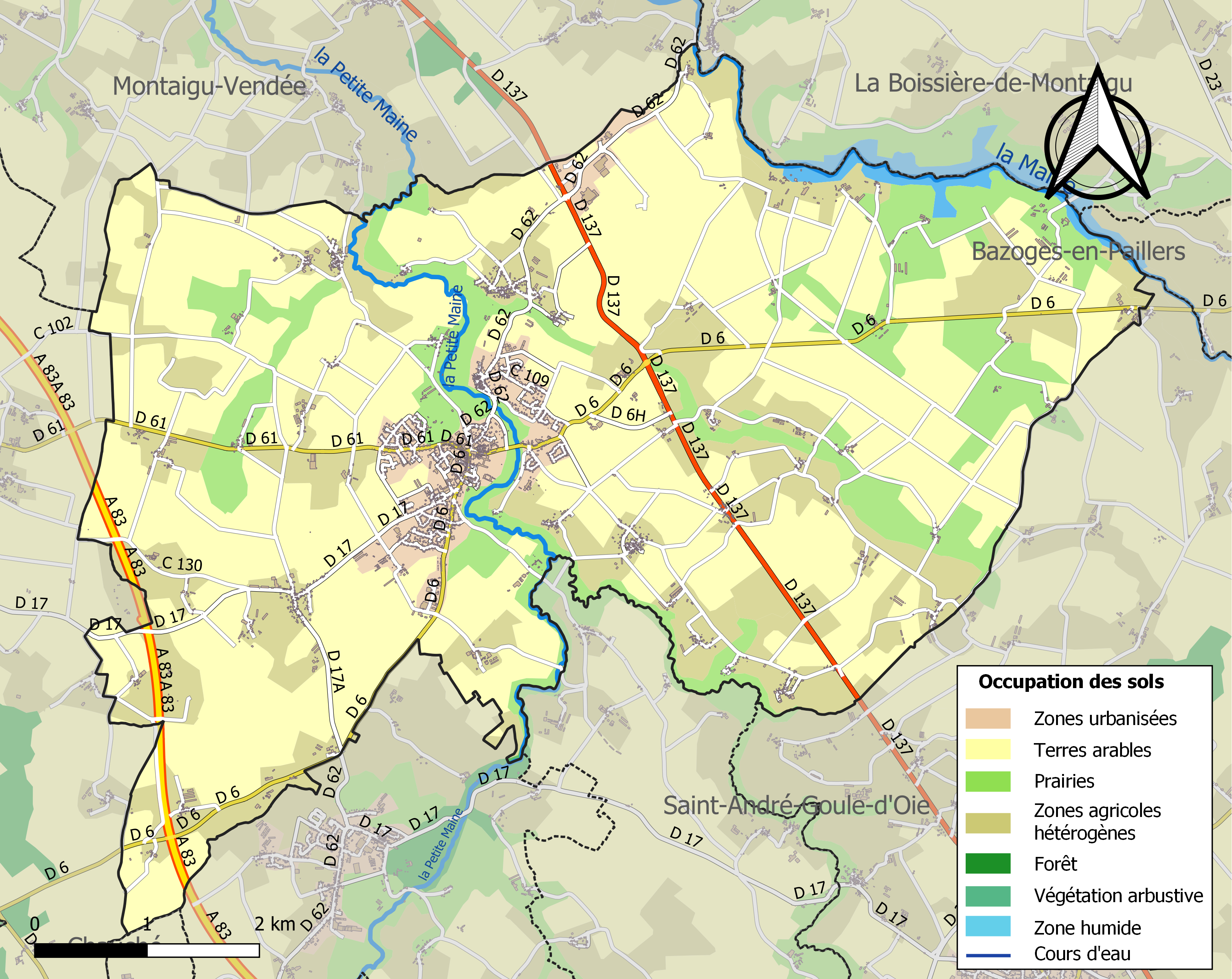
Carte des infrastructures et de l'occupation des sols de la commune en 2018 (CLC).

## Toponymie
En poitevin, la commune est appelée Chavagne-en-Pallai.

## Histoire

### Présence préhistorique
Dès les temps préhistoriques des hommes y vivent. Ils s’installent probablement dans les vallées. Près du village de La Grassière, en particulier, on a retrouvé leurs traces sous forme de pierres taillées ou polies.

### Époque gallo-romaine
À cette époque, une villa (demeure campagnarde) d’une riche famille devait exister près du Cormier. Des vestiges (poteries, pièces de monnaie et une très belle coupe évoquant l’art de Pompéi) y sont découverts. Sur l’autre rive de la Petite Maine, s’éleva une construction rustique (cabana ou cabane) qui, selon toute vraisemblance, donna au lieu son nom qui devait devenir Chavagnes.

### Naissance de la commune
Un prieuré est fondé, autour duquel se forme la paroisse. Chavagnes, qui dépend du seigneur de Montaigu (d’où le nom ancien de Chavagnes-lez-Montaigu), voit créer sur son sol au XIe ou XIIe siècle plusieurs fiefs. Leurs titulaires ont pour obligation de tenir garnison dans la forteresse de Benaston.
La guerre de Cent Ans amène, par la suite, beaucoup de ruines et de misères. Un siècle plus tard, ce sont les guerres de Religion. En 1563, un parti de protestants vient à Chavagnes. On torture des gens pour se faire livrer leur argent et l’église est brûlée.
À partir de 1606, on relève les ruines. Pendant près de deux siècles la région demeure à l’écart de toute guerre. Les registres paroissiaux, conservés depuis 1596, rapportent quelques faits divers et, aussi, malheureusement, des épidémies meurtrières (en 1631, en 1639, en août 1719, en 1779, en 1794).

### La Révolution et la guerre de Vendée
Un dimanche de juillet 1792, M. Remaud, curé de Chavagnes, monte en chaire. Prenant pour thème la parole « Le bon pasteur donne sa vie pour ses brebis », il expose que sa conscience ne lui permet pas de prêter le serment exigé par la Constitution civile du clergé. Il se voit donc contraint de quitter son sacerdoce (qu’il continue, du reste, comme il le peut dans la clandestinité). En mars 1793, l’instauration de la conscription déclenche le soulèvement. Comme ceux des paroisses voisines, les hommes de Chavagnes prennent part aux batailles de la guerre de Vendée.
Au commencement d’octobre 1793, l’église est brûlée, ainsi qu’un grand nombre de maisons. Plusieurs personnes sont tuées. Le 23 février 1794 est le jour du « grand massacre » : la commune voit passer sur son territoire une des colonnes infernales du général Turreau ayant pour objectif de détruire les dernières troupes vendéennes et d'appliquer la terreur parmi les habitants de la Vendée militaire. Ce sont ainsi au moins 201 civils (hommes, mais aussi femmes, vieillards et enfants) qui seront massacrés ce jour-là par la neuvième colonne dirigée par le général Cordellier.
Au bout du compte, on estime qu’un cinquième de la population sera victime de cette guerre. Plus tard, un calvaire sous lequel reposent les restes de ces innocents assassinés sera construit sur une place (toujours existante) nommée « Place des Martyrs » afin de leur rendre hommage.

### La reconstruction
Le 31 juillet 1801, le père Louis-Marie Baudouin devient curé de Chavagnes. Il commence aussitôt, au milieu des ruines, à organiser son séminaire. Il fonde, en 1802, avec la Mère Saint-Benoît, la communauté des Ursulines de Jésus. Plus tard, il prépare l’établissement de la congrégation des Fils de Marie Immaculée. C’est lui qui donne à Chavagnes sa physionomie de « sainte ville ».

### L’époque contemporaine
La Révolution a créé les communes rurales, calquées sur le territoire des paroisses. C’est alors que l’appellation de Chavagnes reçoit l’adjonction « en-Paillers », à peu près inusitée antérieurement. On retrouve néanmoins la trace de l'appellation complète « Chavagnes-en-Paillers » dans un acte judiciaire de 1412. Reconstruite en 1853, l’église dominant le bourg et les chapelles qui l’encadrent, contribue à caractériser le paysage. Elle devait originellement comporter deux clochers mais, faute de financement suffisant, un seul fut érigé.

### Les guerres mondiales
La Première Guerre mondiale est, de beaucoup, la plus cruelle, comme l’attestent les 137 noms du monument aux morts.
De 1940 à 1944, les troupes allemandes occupent partiellement le séminaire, à trois reprises.

#### Des Justes parmi les nations
Plusieurs Justes parmi les nations, habitants de Chavagnes-en-Paillers, sont reconnus par le Mémorial de Yad Vashem, pour leur action de sauvetage et de protection de 30 enfants juifs pendant l’Occupation.

### L'après-guerre
Dans les années 1950, avec le début de l'industrialisation, l'agriculture passe au second plan dans le domaine de l’emploi.
En 1970, le remembrement (déboisements et chemins empierrés) fait disparaître les chemins creux et les petites parcelles de terre.
En 1999, des juifs, accueillis enfants à Chavagnes-en-Paillers pendant la Seconde Guerre mondiale, reviennent dans la commune afin de revoir les familles qui les ont cachés.
Le Chavagnes International College est utilisé, en 2004, pour le tournage de l’émission Le Pensionnat de Chavagnes, diffusé la même année sur M6.

## Emblèmes

### Héraldique
| Blason | Blasonnement : Parti : au premier, mi-parti gironné de vair et de gueules de dix pièces (Harpedanne de Belleville) ; au second, d’azur aux deux crosses adossées d’argent, la première posée en bande et la seconde contournée posée en barre. |

### Devise
La devise de Chavagnes-en-Paillers : Habitare Fratres In Unum.

## Population et société

### Démographie

#### Évolution démographique
L'évolution du nombre d'habitants est connue à travers les recensements de la population effectués dans la commune depuis 1800. Pour les communes de moins de 10 000 habitants, une enquête de recensement portant sur toute la population est réalisée tous les cinq ans, les populations de référence des années intermédiaires étant quant à elles estimées par interpolation ou extrapolation. Pour la commune, le premier recensement exhaustif entrant dans le cadre du nouveau dispositif a été réalisé en 2008.

En 2022, la commune comptait 3 648 habitants, en évolution de +2,96 % par rapport à 2016 (Vendée : +5,33 %, France hors Mayotte : +2,11 %).
| 1800  | 1806  | 1821  | 1831  | 1836  | 1841  | 1846  | 1851  | 1856  |
| ----- | ----- | ----- | ----- | ----- | ----- | ----- | ----- | ----- |
| 1 186 | 1 504 | 2 074 | 2 018 | 2 108 | 2 068 | 2 431 | 2 587 | 2 621 |

| 1861  | 1866  | 1872  | 1876  | 1881  | 1886  | 1891  | 1896  | 1901  |
| ----- | ----- | ----- | ----- | ----- | ----- | ----- | ----- | ----- |
| 2 661 | 2 849 | 2 878 | 3 003 | 3 067 | 3 181 | 3 149 | 3 173 | 3 142 |

| 1906  | 1911  | 1921  | 1926  | 1931  | 1936  | 1946  | 1954  | 1962  |
| ----- | ----- | ----- | ----- | ----- | ----- | ----- | ----- | ----- |
| 3 043 | 3 099 | 3 099 | 3 068 | 2 989 | 2 905 | 3 047 | 3 019 | 2 900 |

| 1968  | 1975  | 1982  | 1990  | 1999  | 2006  | 2008  | 2013  | 2018  |
| ----- | ----- | ----- | ----- | ----- | ----- | ----- | ----- | ----- |
| 2 933 | 2 910 | 2 909 | 2 870 | 2 963 | 3 213 | 3 284 | 3 490 | 3 529 |

| 2022  | - | - | - | - | - | - | - | - |
| ----- | - | - | - | - | - | - | - | - |
| 3 648 | - | - | - | - | - | - | - | - |

#### Pyramide des âges
En 2018, le taux de personnes d'un âge inférieur à 30 ans s'élève à 33,6 %, soit au-dessus de la moyenne départementale (31,6 %). À l'inverse, le taux de personnes d'âge supérieur à 60 ans est de 26,1 % la même année, alors qu'il est de 31,0 % au niveau départemental.
En 2018, la commune comptait 1 777 hommes pour 1 752 femmes, soit un taux de 50,35 % d'hommes, légèrement supérieur au taux départemental (48,84 %).
Les pyramides des âges de la commune et du département s'établissent comme suit.
| Hommes | Classe d’âge | Femmes |
| ------ | ------------ | ------ |
| 0,8    | 90 ou +      | 4,1    |
| 8,0    | 75-89 ans    | 13,9   |
| 12,7   | 60-74 ans    | 12,9   |
| 23,1   | 45-59 ans    | 21,2   |
| 18,5   | 30-44 ans    | 17,7   |
| 16,3   | 15-29 ans    | 11,9   |
| 20,7   | 0-14 ans     | 18,3   |

| Hommes | Classe d’âge | Femmes |
| ------ | ------------ | ------ |
| 0,8    | 90 ou +      | 2,2    |
| 8,7    | 75-89 ans    | 11,1   |
| 20,3   | 60-74 ans    | 21,3   |
| 20     | 45-59 ans    | 19,4   |
| 17,5   | 30-44 ans    | 16,8   |
| 15     | 15-29 ans    | 13,2   |
| 17,7   | 0-14 ans     | 16,1   |

### Enseignement
Établissements scolaires :
- école publique Jules-Verne[28] ;
- école privée Nazareth[29] ;
- collège Sainte-Marie de Chavagnes-en-Paillers[30] ;
- Chavagnes International College, collège pour garçons[31].

## Lieux et monuments

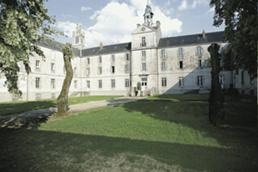
Façade du collège international de Chavagnes, ancien petit séminaire.

- L'église Saint-Pierre-et-Saint-Paul, construite de 1847 à 1866 avec son orgue Guillemin, datant de 1989.
- L'ancien petit séminaire, aujourd'hui collège international d'enseignement catholique, et ses deux chapelles.
- La maison-mère de la congrégation des Fils de Marie Immaculée, datant du XIXe siècle.
- La maison-mère de la congrégation des Ursulines de Jésus, datant du XIXe siècle. Les corps du père Baudouin et de mère Saint-Benoît reposent dans sa chapelle.
- La maison de la congrégation du Sacré-Cœur.
- Le Sacré-Cœur de l'Ulière.
- Plusieurs croix monumentales en granit, dans le bourg, du XIXe siècle, dont une dédiée aux victimes de la guerre de Vendée.
- La réplique de la grotte de Lourdes, datant de 1875.
- La chapelle de Benaston, datant du XIXe siècle.
- Le château de l'Ulière et son parc.
- Le moulin de Lourdes, datant du XVe siècle, remanié, puis restauré par la municipalité.
- Le lavoir du Pontereau, datant de 1883.

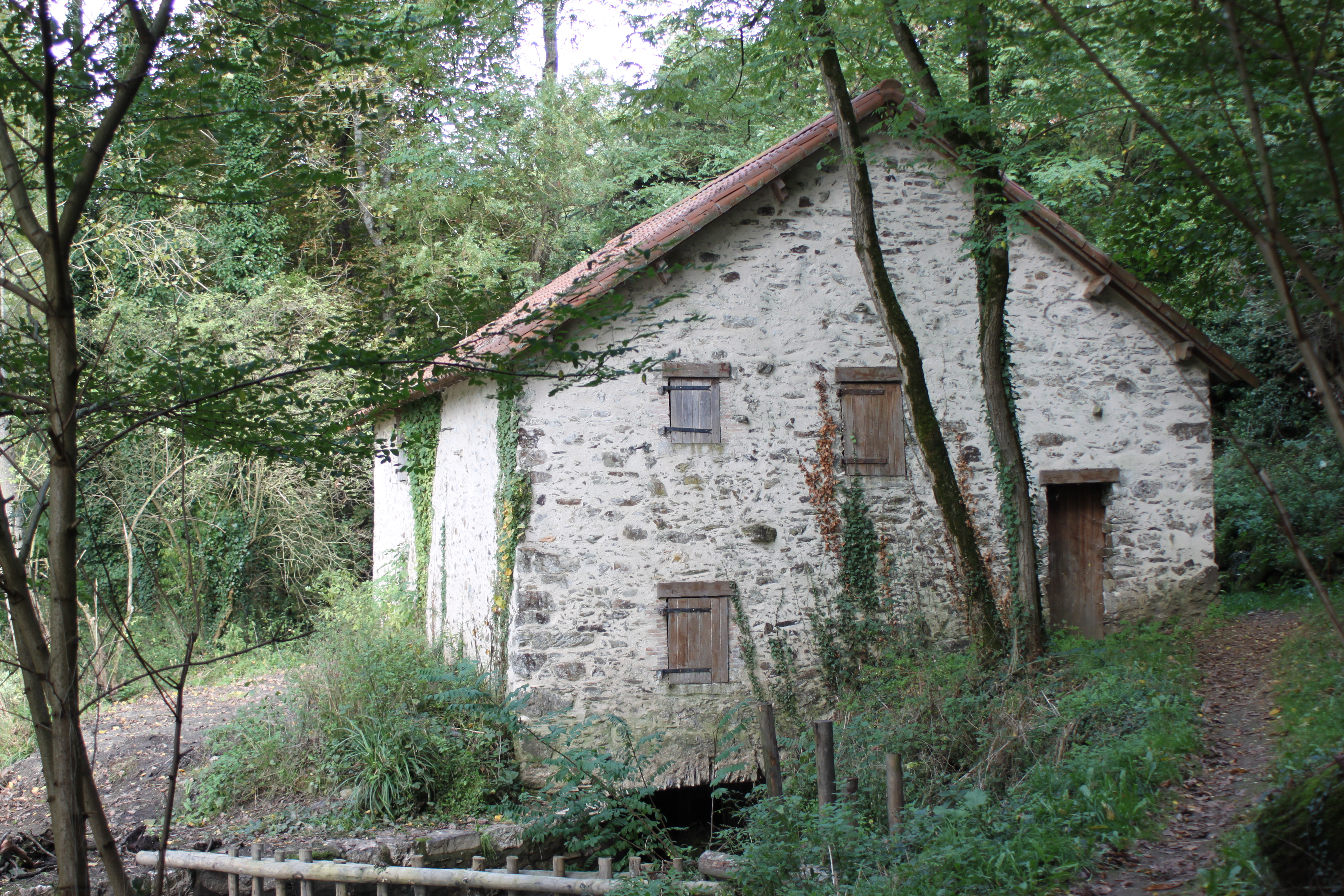
Le moulin.
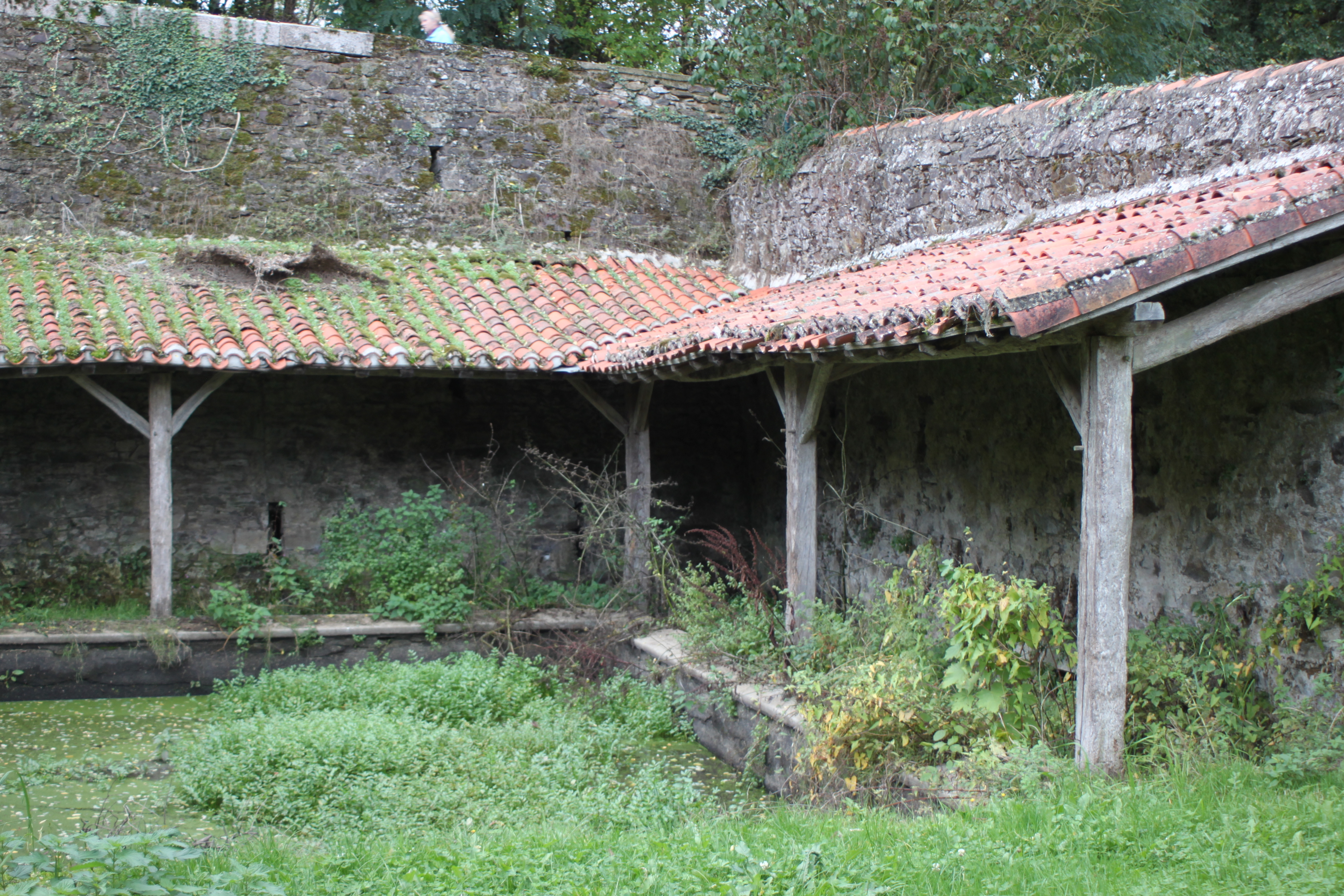
Le lavoir.

### Objets classés
- Un ciboire en argent doré avec une croix, une coupe sans décor, un nœud piriforme orné de têtes d’angelots et de feuillages entre deux collerettes à godrons et sur le pourtour du couvercle et au-dessus de la base, à palmettes ajourées, très fine décoration d’oves et fleurettes alternées. Il daterait de 1670 et serait probablement de Philippe Fourrier, agréé maître-orfèvre à La Rochelle en 1662. Il est la propriété de l’association diocésaine.
- Dans l’église, une navette à encens, ou cuiller à encens, avec le poinçon de maître de Jean-Baptiste-Simon Lefranc (Paris, 1819-1838).
- Un calice en argent doré avec le poinçon du maître Guillaume III Loir (Paris 1719-1720).
- Un gobelet en verre jaune, orné de combats de gladiateurs, trouvé dans une sépulture de gladiateurs, au lieu-dit du Cormier, et exposé au Corning Museum of Glass de Corning (New York)[32].

## Personnalités liées à la commune
- Jacques Bousseau (1681-1740), sculpteur français ;
- Père Louis-Marie Baudouin (1765-1835) fondateur de la Société des Enfants de Marie, de la congrégation des Ursulines de Jésus[33], aidé par mère Saint-Benoît (sœur Charlotte-Gabrielle Ranfray), puis des Pères de Chavagnes[34] ;
- Pierre Constant de Suzannet (1772-1815), militaire français et général vendéen ;
- Louis de Chevigné (1793-1876), poète ;
- Henri Adolphe Archereau (1819-1893), scientifique ;
- Jean de Suzannet (1884-1938), homme politique ;
- Hélène de Suzannet (1901-1961), résistante et femme politique ;
- Jean-Paul Bourcereau (1937-), écrivain ;
- Les frères Martineau, chanteurs ;
- Michel Remaud (1940-2021), théologien, père de Chavagnes ;
- Louis-Marie Chauvet (1942- ), prêtre et théologien.
- Jean Bondu (1966- ), évêque auxiliaire de Rennes.